# Герб Слохинів
Герб Слохинів — офіційний символ села Слохині, Самбірського району Львівської області, затверджений 8 червня 2000 року рішенням сесії сільської ради.
Автор — А. Гречило.

## Опис
Щит скошений обабіч, у верхньому та нижньому червоних полях по золотій сокирі, у двох інших золотих  — по червоній сокирі.

## Зміст
На печатках Слохинів з ХІХ ст. була зображена сокира (топір). Цей символ збережено, його подано в 4-х полях, що також могло символізувати 4 села, підпорядковані сільській раді.